# LUPIN THE IIIRD 峰不二子の嘘
『LUPIN THE IIIRD 峰不二子の嘘』（ルパン ザ サード みねふじこのうそ）は、モンキー・パンチ原作のアニメ『ルパン三世』のスピンオフ作品『LUPIN THE IIIRDシリーズ』第3作。キャッチコピーは、「ヤバいぜ、不二子。」。PG12指定。

## 概要
原作者のモンキー・パンチ没後初の映像化作品となった本作は、2012年放送のテレビシリーズ『LUPIN the Third -峰不二子という女-』以来に峰不二子にスポットを当てている。監督の小池健をはじめ、スタッフは2017年公開の前作『LUPIN THE IIIRD 血煙の石川五ェ門』から続投している。
2019年5月31日より、新宿バルト9ほかにて限定劇場公開。これまでの作品と同様、PG12のレイティングが適用された。 
2019年4月11日に逝去したモンキー・パンチを追悼し、本編の最後には「モンキー・パンチ先生 ありがとう ルパン三世よ 永遠に」というメッセージが映し出される。
『次元大介の墓標』のゲストキャラクターであるヤエル奥崎、『血煙の石川五ェ門』のホークとサリファが再登場したことで、「LUPIN THE IIIRD」と銘打たれた作品群が同一世界観を共有したシリーズであることが作中で明示された。
本作ではルパン一味のうち、石川五ェ門と銭形警部が登場していない。ルパン三世の劇場映画及び長編作品で銭形が登場しない作品は、本作が初めてである。

## 登場人物

### メインキャラクター
ルパン三世（ルパンさんせい）
声 -  栗田貫一
怪盗ルパンことアルセーヌ・ルパンの孫で、世界的な大怪盗かつ変装の達人。
ランディが横領したコドフリーの5億ドルが保管された貸金庫の暗証番号と引き換えに、ジーンからビンカム暗殺の依頼を引き受ける。
峰 不二子（みね ふじこ）
声 - 沢城みゆき
本作のヒロインでキーパーソン。ルパンとは付かず離れずで、利用したり裏切ったりすることも多い。
銃を扱い、軽い身のこなしや暗器による格闘戦も得意とする。また、自らの色香を用いた交渉や揺さぶりに長ける。劇中では緑のランボルギーニ・ハラマを愛車として操る。
ランディにメイドとして雇われてジーンの面倒をみており、ビンカム襲撃の折にランディが死んだ後もジーンを連れて逃避行を続ける。その中で父ランディを失ったジーンに寄り添う風に装いながら5億ドルが保管された貸金庫の暗証番号を聞き出してルパン達を出し抜こうとするものの、ジーンがビンカムへの復讐に固執するあまり難航する。最終的に5億ドルを手にし、そのまま逃げる事も出来たが5億ドルを餌にビンカムをおびき寄せ、ジーンの要望通り決着をつける。
後にルパンからジーンに対する情で危険を冒してまでビンカムとの決着をつけたと指摘されるが、本人は「私の事を忘れない男が一人でも多い方が、いつか利用できるでしょ？」とあくまで打算的な動機であると言及しており、どちらともとれるが故に真意は定かでない。
次元 大介（じげん だいすけ）
声 - 小林清志
コンバットマグナムを使う拳銃の名手で、ルパンの相棒。
ルパンと共に5億ドルと引き換えにジーンからビンカム暗殺を請け負う。

### ゲストキャラクター
ビンカム
声 - 宮野真守
普段は拘束具をつけられている殺人マシーンであり、鋭い爪を持ち、戦闘能力も高く、銃で撃たれても痛みを感じないかのように振る舞う男。
肌が白く顔に模様があり、尖った歯が隙間を大きく空けて生え、眼は黄色がかって瞳は緑、目の内側に鳥や爬虫類が持つ瞬膜のような水平に閉じる薄いまぶたを持つなど化け物じみた容姿。
乾いた砂嵐を巻き起こし、「我が呪いにかかれ」と呟き砂埃を吹きかけた相手を催眠状態にして意のままに操ることができる。その際、ビンカムの瞳の輪郭が発光し、術にかかった者の瞳も緑に発光する。一見呪術に見えるこの能力は、スコパラミンという催眠効果のある毒を持った「デビルズトランペット」と呼ばれる南アジア原産の毒花の実を食し、その成分を全身の汗腺から噴出して砂煙に乗せる事で実現している。その為、スコパラミンをまき散らす砂煙を起こせる乾燥した環境でしか能力を発揮できない。
殺人マシーンらしく感情らしいものがないようにも見えるが、ジーンと不二子を追う過程で次第に不二子に対してある感情が芽生え始める。
その人間離れした能力と外見を持ったビンカムの出自は、表向きは投資会社だが裏で人体実験などで有能な殺し屋を量産する工場であり、コドフリーは工場への多額の投資の見返りとしてビンカムを提供されていた事が後に判明する。
ジーン
声 - 半場友恵
ランディの息子。心臓が弱い。
父が横領した5億ドルのありかを知っているため、コドフリー・マイニングから狙われる。父ランディが自爆を図って死に、不二子と逃避行を続けながらビンカムへの復讐に固執する。
ランディ
声 - 小原雅人
ジーンの父親。コドフリー・マイニングの元会計士。
心臓が弱い息子の手術資金のため、会社の金5億ドルを横領して逃げたが、居場所を突き止められてしまう。峰不二子を雇い、息子ジーンを託す。その後、ビンカムに追い詰められ自爆を図る。
だが実際は不二子の入れ知恵で自身の死を偽装して逃走しており、ジーンを連れて先に逃げた不二子と落ち合う予定だった。しかし、不二子はジーンに父ランディが死んだと思わせ弱った心に寄り添う振りをして5億ドルの暗証番号を聞き出そうと考え、ランディの指定した待ち合わせ場所には行かずにジーンを拉致していた為、息子であるジーンと再会するのに時間を要してしまった。
コドフリー
声 - 原康義
年収10億ドルの金採掘企業コドフリー・マイニングの経営者。南米を中心に採掘を行っているが、裏では競合会社の重役を暗殺させ警察に賄賂を渡して隠蔽している。
5億ドルを横領し逃走したランディにカーラとラルク、ビンカムを差し向け5億ドル回収と始末を命じるが、ランディが5億ドルの在処を吐く前に自爆した為、今度は情報を持っているジーンを狙う。
表向きでは投資会社となっている殺し屋工場に多額の投資をしており、その見返りとしてビンカムを殺し屋として提供されている。そして、その線を追ったルパンと次元は思いがけない人物を見つける事となる。
カーラ
声 - 浅野まゆみ
ラルクと共にコドフリーの汚れ仕事を請け負う鞭使いの女。
拘束し休眠状態で連れているビンカムを起こす際、彼女がビンカムの顔の近くで指を2回鳴らす事が起きる合図になる。
ラルク
声 - 佐藤美一
カーラと共にコドフリーの汚れ仕事を請け負う男。
ヒューゴ
声 - 早川毅
スミス
声 - 土屋直人
ヤエル奥崎（ヤエルおくざき）
前々作にあたる『LUPIN THE IIIRD 次元大介の墓標』にて、クイーン=マルタ暗殺に関する陰謀を巡り次元の命を狙った殺し屋。
2度目の早撃ち対決にて利き腕を破壊され、ガンマンとしてのプライドも砕かれて再起不能になったと思われていたが、今作の終盤にて撃ち抜かれた左腕を機械義手に換装し、分厚い防弾ガラスを貫通する対物ライフルを携え再登場する。
ホーク
前作『LUPIN THE IIIRD 血煙の石川五ェ門』にて、ルパン達の命を狙った巨漢の殺し屋。通称「バミューダの亡霊」。
前作にて仏の境地に至った石川五ェ門との戦いで右腕を斬り落とされ、自身の死を予感させるほどの恐怖を感じ潔く負けを認めてルパン達の暗殺から手を引いていた。
今作ではコドフリーが多額の投資を行っている投資会社をルパンと次元が調べた際に、遠目に姿が確認された。その際何故か右腕が元に戻っており、通称の元になったバミューダ海域での死亡報告がありながら生きていた過去も含め、今後の展開における伏線を予感させる謎を多く残す形の再登場となった。

## スタッフ
- 原作 - モンキー・パンチ
- 企画 - 加藤州平、加藤良太
- 監督・演出・キャラクターデザイン・メカニックデザイン・作画監督 - 小池健
- 脚本 - 高橋悠也
- 音楽 - ジェイムス下地
- クリエイティブ・アドバイサー - 石井克人
- 美術監督 - 大貫雄司
- 色彩設計 - 茂木孝浩
- タイトルデザイン - 関口修男
- 撮影監督 - 田沢二郎
- 編集 - 笠原義宏
- デザインワークス - 山下敏幸
- 音響監督 - 清水洋史
- アソシエイトプロデューサー - 野﨑康次、鈴木禎
- プロデューサー - 浄園祐
- 製作・著作 - トムス・エンタテインメント
- アニメーション制作 - テレコム・アニメーションフィルム
- 共同配給 - ティ・ジョイ、トムス・エンタテインメント